# Карлсруэ/Баден-Баден (аэропорт)
Аэропорт Ка́рлсруэ/Ба́ден-Ба́ден (нем. Flughafen Karlsruhe/Baden-Baden) (ИАТА: FKB, ИКАО: EDSB)) является международным коммерческим аэропортом. Расположен к юго-западу от Раштатта и к западу от Баден-Бадена, недалеко от французской границы, близ Райнмюнстера-Зёллингена. С 1953 по 1993 год был канадским военным аэродромом CFB Baden-Soellingen.

## Преобразование в гражданский аэропорт
Частный консорциум Baden Airpark GmbH был основан в ноябре 1994 года. В 1997 году, на бывшем военном аэродроме в первый раз был осуществлён чартерный рейс на Пальма де Майорку. В сентябре 1998 года последовали первые регулярные рейсы по 19 европейским направлениям. 100 000-й пассажир был зафиксирован в мае 1999 года, а в ноябре — 100 000-й пассажир этого года. В 2000 году парк аэропорта Карлсруэ-Форхгайм, выполняющего функции аэродрома для авиации общего назначения, был переведен в район аэропорта Карлсруэ/Баден-Бадена. С 1 Января 2001 года создана площадка Baden-Airpark GmbH, на площадях которой функционирует аэропорт Карлсруэ/Баден-Баден.

## Экономическое развитие

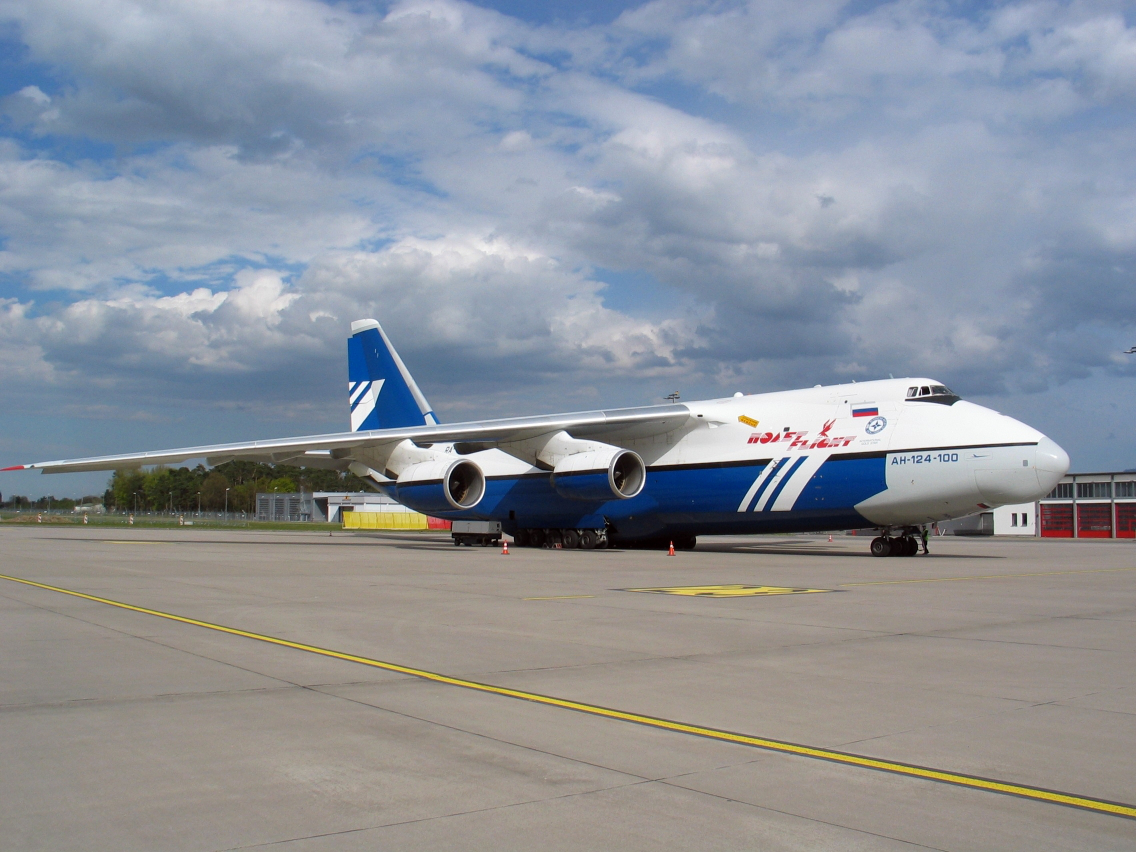
Погрузочно-разгрузочные работы: на ВПП — Ан-124

Аэропорт значительно вырос в связи с организованными с 2003 года регулярными рейсами авиакомпании Ryanair. К 2001 году количество пассажиров достигло 188 835 в год, а в 2008 увеличилось до 1 151 853 пассажиров. В кризисном 2009 году это число снизилось до 1 101 733. В 2010 был записан новый рекорд — 1 192 894.
В 2009 году, аэропорт осуществил 43 487 воздушных рейса, которых также было меньше, чем в 2008 г. (47 453 полетов). Однако в 2010 году, число рейсов снова выросло до 44 789, и по прогнозам количество полётов за 2008 год вскоре может быть достигнуто опять.
При сравнении трех коммерческих аэропортов в земле Баден-Вюртемберг, — Карлсруэ/Баден-Баден занимает среднее место, уступая Штутгартскому аэропорту и превосходя аэропорт Фридрихсхафена. В национальном масштабе, Карлсруэ/Баден-Баден занимает 18-ю позицию в сравнении всех аэропортов Германии и на 4-м месте по сравнению с региональными аэропортами.
В 2007 году региональная операционная прибыль аэропорта составила € 3,4 млн.
В 2008 году аэропорт Карлсруэ/Баден-Баден также принял 2800 тонн авиагрузов и авиапочты в загрузке и отгрузке, воздушным движением груза поэтому имел лишь второстепенное значение. В 2009, грузовой сектор уменьшился по сравнению с предыдущим годом примерно на две трети, так как только 891 тонн грузов было перевалено через аэропорт. К окончанию 2010 года, тенденция к снижению с результатами только продолжилась (728 тонн). По сравнению с 2006 (541 тонн) и 2005 (84 т) является всё же лучшим результатом.

## Особенности аэропорта

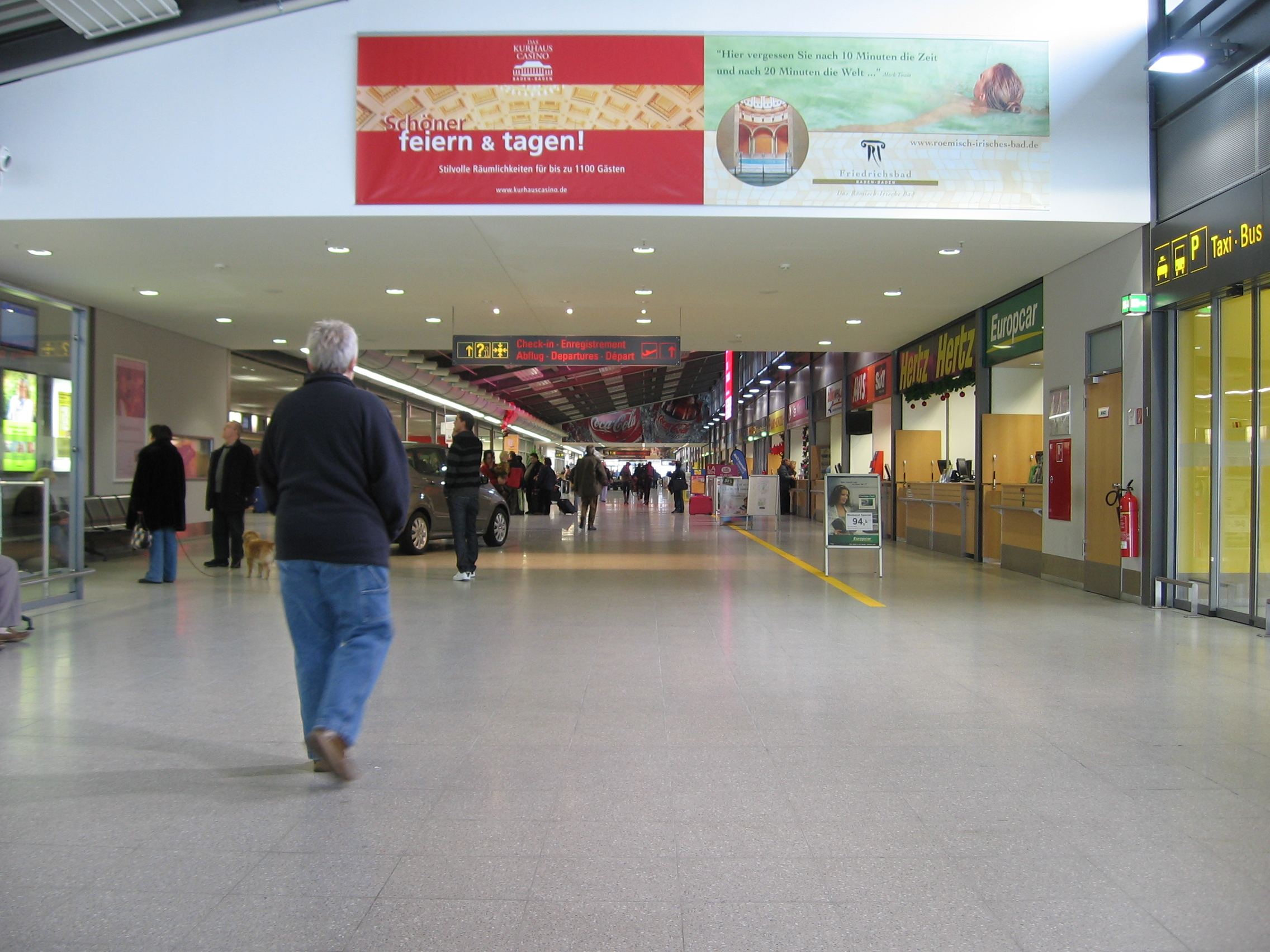
Терминал аэропорта Карлсруэ/Баден-Баден

Аэропорт Карлсруэ/Баден-Баден имеет взлётно-посадочную полосу 3000 м в длину и 45 метров в ширину.
Текущая пропускная способность здания аэровокзала, открытого в 2005 году, составляет 1,5 млн пассажиров в год. При необходимости, терминал может быть расширен с обеих сторон по мере надобности. Пассажиры обслуживаются в терминале у 20 стоек регистрации и восьми выходов на посадку. Три выхода предназначены для полетов за пределы Шенгенской зоны, четыре служит для рейсов в пределах Шенгенской зоны. Ещё один может быть выборочно использован для шенгенских и не входящих в Шенген полетов. Прибывшие пассажиры могут получить свой багаж на трех багажных каруселях. В терминале есть офисы компаний по аренде автомобилей, туристических агентств и небольшие бистро. Также имеется пивной бар и игровая площадка для детей. Рядом с северной частью терминала была построена смотровая площадка для ожидающих рейса.
Также, есть центр для частных пилотов (частной авиации), лётная школа и рестораны. Парковки для малой авиации отделены от терминала и находятся в южной части аэропорта, в секторе Е.

## Специальные события

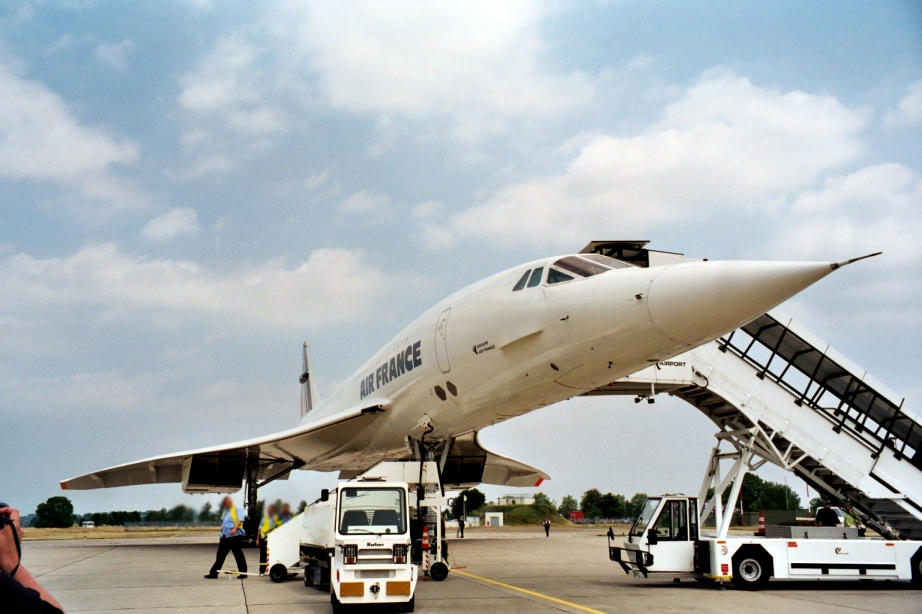
Последний полёт Конкорда авиакомпании Air France в июне 2003 года.
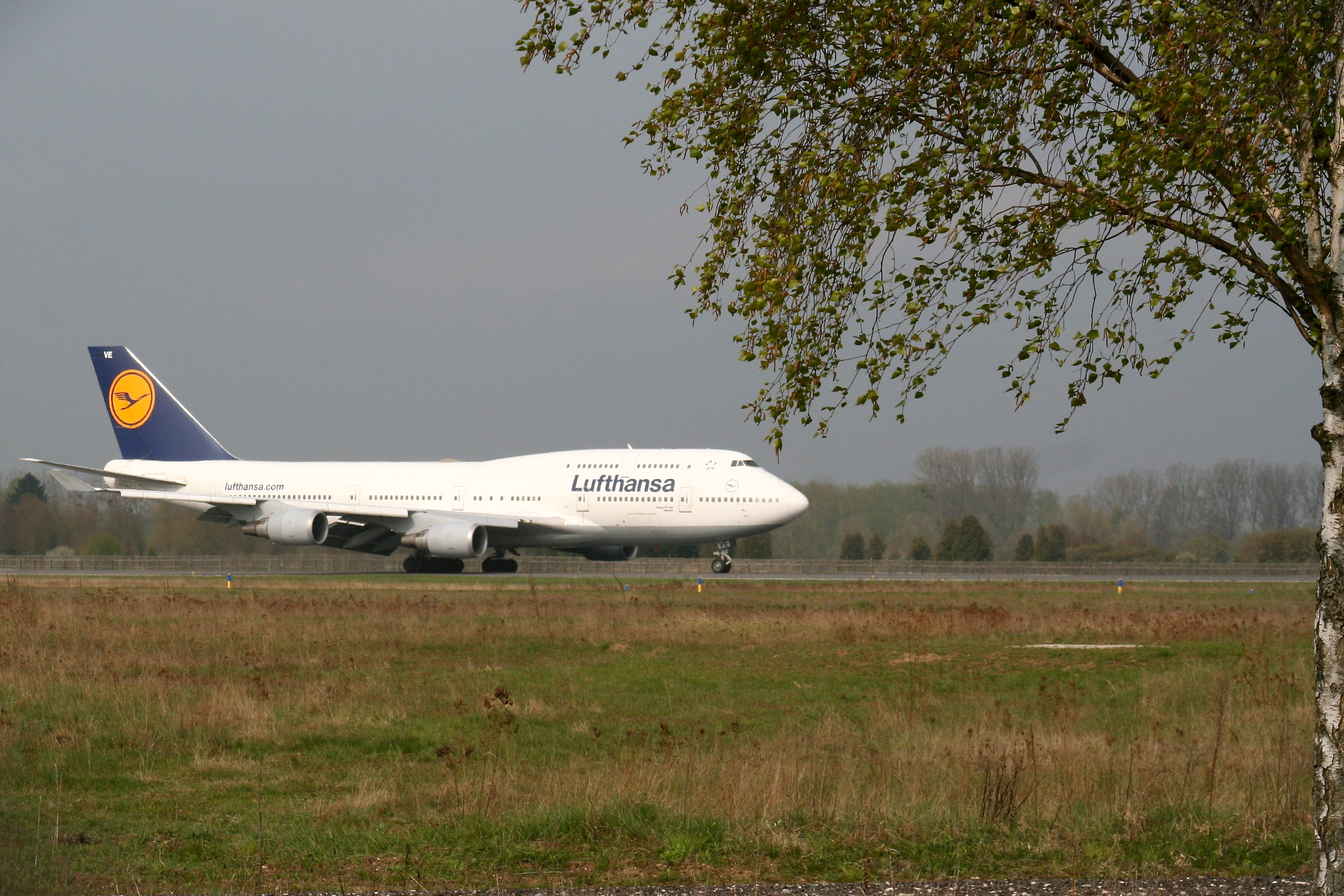
Подготовка пилотов на Boeing 747 авиакомпанией Lufthansa.
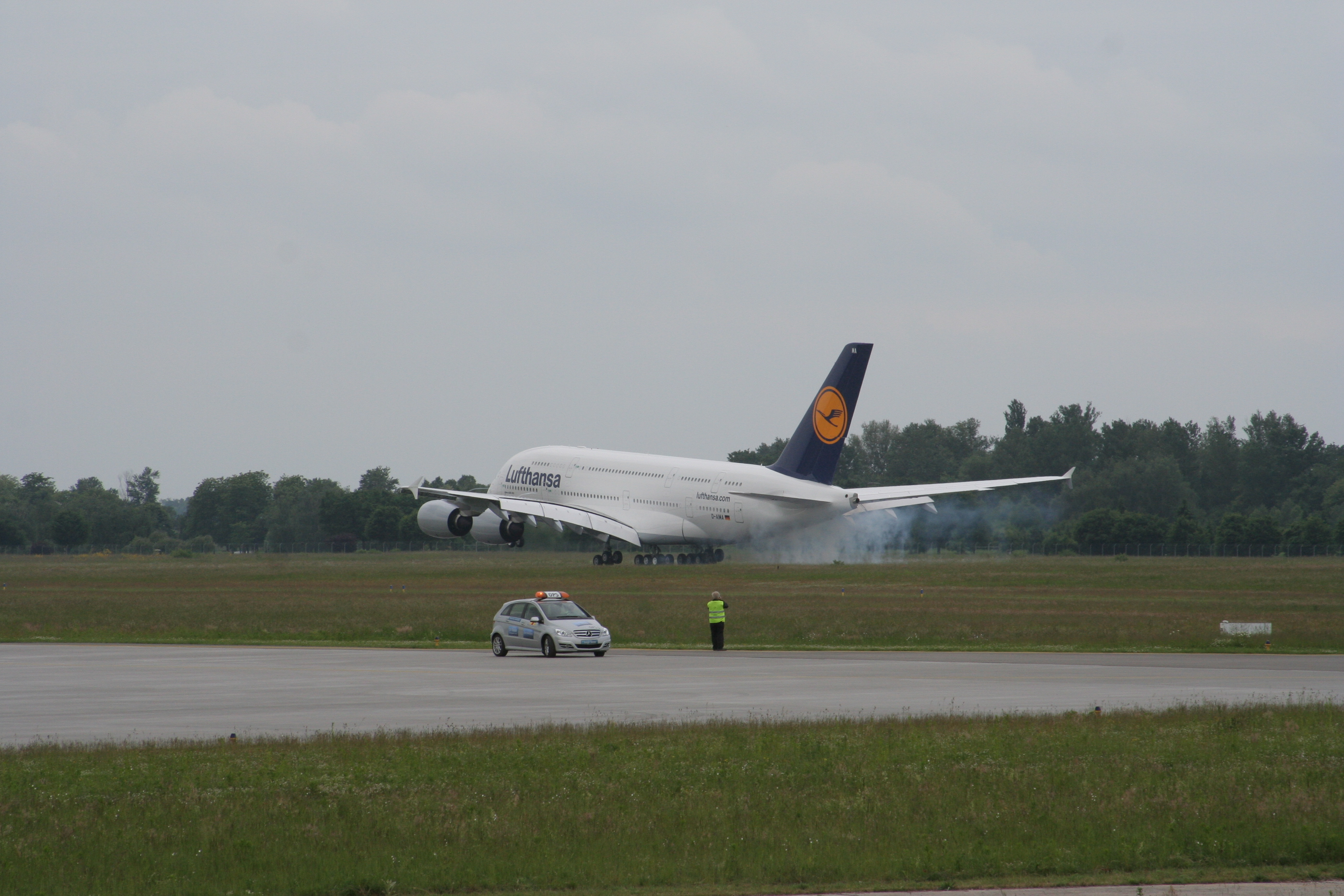
Один из первых тренировочных полетов Airbus 380 авиакомпании Lufthansa в мае 2010.

- 24 июня 2003 года в аэропорту Карлсруэ/Баден-Баден, состоялась последняя посадка самолёта «Конкорд» авиакомпании Air France. Сверхзвуковой самолет с регистрацией F-BVFB был демонтирован в аэропорту, а затем доставлен на автомобилях в Музей техники в Зинсхайме где и находится с тех пор в качестве музейного экспоната.
- 19 ноября 2007 в Карлсруэ/Баден-Баден приземлился один из крупнейших в мире самолётов, Ан-225.
- Благодаря возможностям долгого взлета и достаточной длине взлетно-посадочной полосы, а также хорошей технической оснащенности с относительно низкой интенсивностью движения в аэропорту Карлсруэ/Баден-Баден проводятся тренировочные полеты, которые являются частью подготовки пилотов на самолётах таких моделей, как McDonnell Douglas MD-11, Boeing 747 и Airbus A380. По состоянию на июнь 2010 авиакомпания Lufthansa здесь проводит рейсы подготовки пилотов на своём первом A380 — самом большом пассажирском самолете в мире.[8]